# 寇儉
寇儉（1460年—？），字約之，山西太原府榆次縣人，軍籍，明朝政治人物。

## 生平
山西鄉試第十一名舉人。弘治九年（1496年）中式丙辰科會試第一百九十四名，三甲第六十二名進士。

## 家族
曾祖寇彥清；祖父寇琰；父寇玘，母張氏。慈侍下。